# Франсискополис
Франсискополис (порт. Franciscópolis) — муниципалитет в Бразилии, входит в штат Минас-Жерайс. Составная часть мезорегиона Вали-ду-Мукури. Входит в экономико-статистический микрорегион Теофилу-Отони. Население составляет 5994 человека на 2006 год. Занимает площадь 715,870 км². Плотность населения — 8,4 чел./км².

## Статистика
- Валовой внутренний продукт на 2003 год составляет 16 530 829,00 реалов (данные: Бразильский институт географии и статистики).
- Валовой внутренний продукт на душу населения на 2003 год составляет 2669,71 реалов (данные: Бразильский институт географии и статистики).
- Индекс развития человеческого потенциала на 2000 год составляет 0,605 (данные: Программа развития ООН).